# Micracanthorhynchina sojori
Micracanthorhynchina sojori är en hakmaskart som först beskrevs av Belous 1952.  Micracanthorhynchina sojori ingår i släktet Micracanthorhynchina och familjen Rhadinorhynchidae. Inga underarter finns listade i Catalogue of Life.